# 17108 Patricorbett
A 17108 Patricorbett (ideiglenes jelöléssel 1999 JL51) a Naprendszer kisbolygóövében található aszteroida. A LINEAR projekt keretében fedezték fel 1999. május 10-én.